# Andrew Koji
Andrew Julian Hiroaki Koji (* 10. November 1987 in Epsom, Surrey) ist ein britischer Schauspieler und Kampfsportler.

## Leben
Koji wuchs im britischen Epsom als Sohn eines japanischen Vaters und einer britischen Mutter auf. Er brach sein Studium im Alter von 19 Jahren ab, um sich auf die Schauspielerei und den Kampfsport zu konzentrieren. Er trainierte Taekwondo und Shaolin Kung Fu im Shaolin Temple UK, schrieb und produzierte erste eigene Filme und arbeitete auch als Stuntdouble, unter anderem im Film Fast & Furious 6.
Seine erste große Rolle hatte Koji in der Hauptrolle als Ah Sahm in der Serie Warrior 2019. Zudem spielte er anschließend Storm Shadow in Snake Eyes: G.I. Joe Origins und „den Vater“ Yuichi Kimura in Bullet Train.
2021 wurde Koji für seine Hauptrolle in Warrior bei den Critics’ Choice Super Awards in der Kategorie „Bester Schauspieler“ nominiert.

## Filmografie (Auswahl)
- 2013–2014: The Wrong Mans – Falsche Zeit, falscher Ort (The Wrong Mans, Fernsehserie)
- 2018: The Innocents (Fernsehserie)
- 2019: American Gods (Fernsehserie)
- 2019: Peaky Blinders – Gangs of Birmingham (Peaky Blinders, Fernsehserie)
- 2019–2023: Warrior (Fernsehserie)
- 2021: Snake Eyes: G.I. Joe Origins
- 2022: Bullet Train
- 2023: Seneca – Oder: Über die Geburt von Erdbeben (Seneca)
- 2023: Boy Kills World
- 2024: Black Doves (Fernsehserie)
- 2025: Gangs of London (Fernsehserie)